# 成宮北斗
成宮 北斗（なるみや ほくと、1980年 - ）は、日本の現代音楽作曲家。

## 略歴
武蔵野音楽大学を卒業の後、同大学院修士課程修了。2009年に同大学院音楽研究科博士後期課程作曲（創作）専攻修了、博士号（音楽）取得。博士論文は、「ブライアン・ファニホウにおける架空のポリフォニー/8曲の独奏曲の分析を通して」。現在は武蔵野音楽大学で作曲と音楽理論とを教えている。先端芸術音楽創作学会、日本音楽学会会員。

### 作品
- 《迷い鳥たち》～テノールとピアノのための～（2017）
- 《薔薇連祷》～テノールとピアノのための～（2016）
- 《Eritrichium nipponicum Makino》～ピアノとライヴヴィデオとライヴエレクトロニクスのための～（2013）
- 《Dislocation》～フルート、クラリネット、ピアノ、ヴァイオリン、チェロのための～（2009）
- 《Parasitic Plant》～フルート、クラリネット、パーカッション、ヴァイオリン、チェロのための～（2007）